# Obština Belica
Obština Belica (bulharsky Община Белица) je bulharská jednotka územní samosprávy v Blagoevgradské oblasti. Leží v jihozápadním Bulharsku v pohoří Rila a jeho údolích. Správním střediskem je město Belica, kromě něj zahrnuje obština 11 vesnic. Žije zde necelých 9 tisíc stálých obyvatel.

## Sídla
- Babjak[p 1]
- Belica[p 2] (sídlo správy)
- Čerešovo[p 1]
- Dagonovo[p 1]
- Gălăbovo
- Gorno Kraište[p 1]
- Kraište[p 1]
- Kuzjovo[p 1]
- Ljutovo[p 1]
- Orcevo[p 1]
- Palatik[p 1]
- Zlatarica

## Sousední obštiny
| Růžice kompasu | Rila           | Samokov | Jakoruda  | Růžice kompasu |
| Růžice kompasu |                | Sever   | Velingrad | Růžice kompasu |
| Růžice kompasu | Obština Belica |         | Velingrad | Růžice kompasu |
| Růžice kompasu | Jih            |         | Velingrad | Růžice kompasu |
| Růžice kompasu | Razlog         | Bansko  | Sărnica   | Růžice kompasu |

## Obyvatelstvo
V obštině žije 8 894 stálých obyvatel a včetně přechodně hlášených obyvatel 10 210. Podle sčítáni 1. února 2011 bylo národnostní složení následující:
- Bulhaři: 4 450 (60.2 %)
- Turci: 2 215 (30.0 %)
- Romové: 186 (2.5 %)
- ostatní: 540 (7.3 %)